# Évangéliaire de Sion

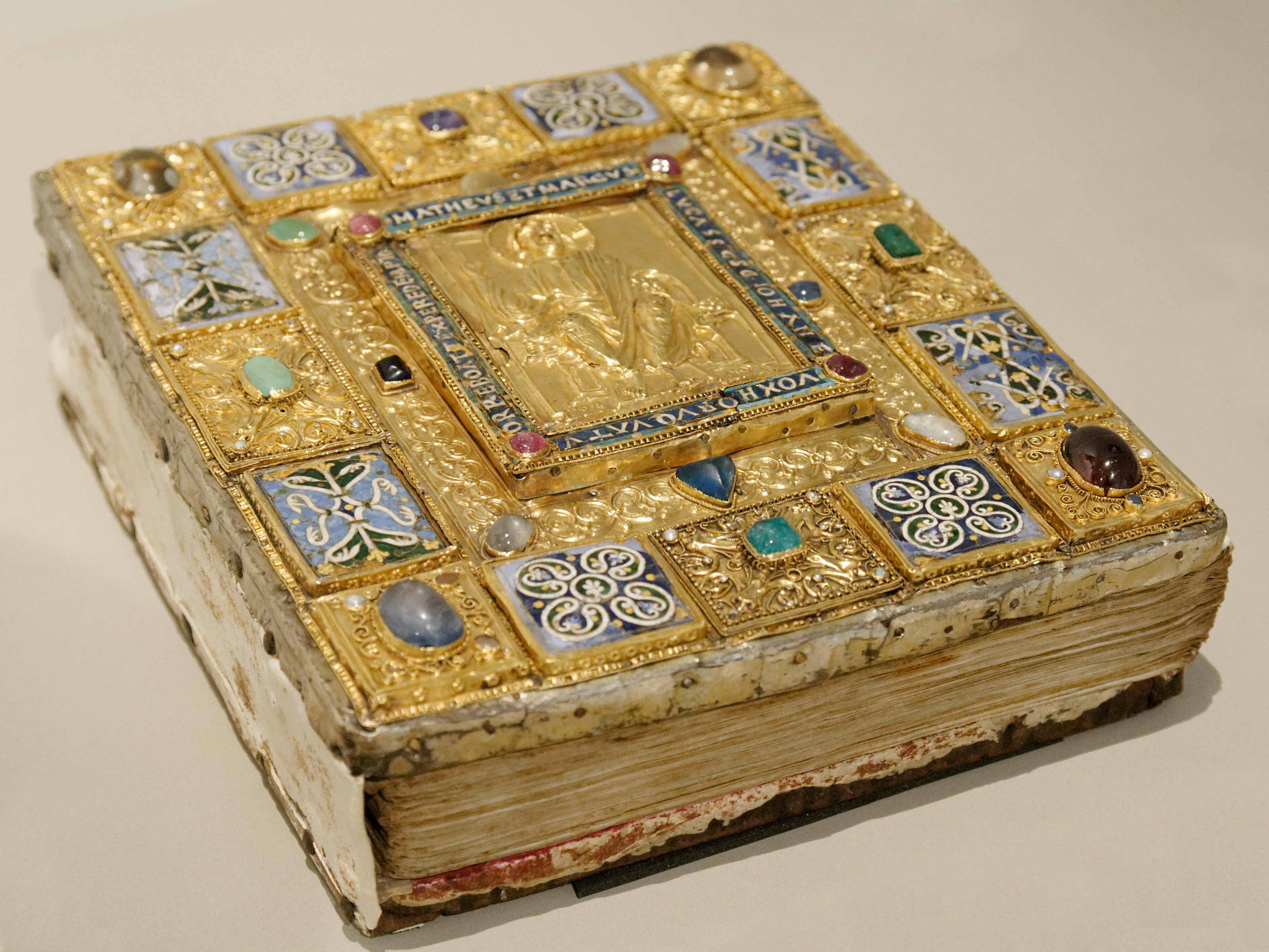
Plat de reliure de l'évangéliaire de Sion, Victoria and Albert Museum, galerie Moyen Âge et Renaissance

L’évangéliaire de Sion est un évangéliaire réalisé vers 1140-1150 en Allemagne (peut-être à Trèves), conservé au Victoria and Albert Museum, à Londres. 

## Description
Le manuscrit, composé de 180 folios, a été rédigé par un scribe allemand du Xe ou du XIe siècle, en semi-onciale, avec les initiales et les titres en rouge. Sa remarquable reliure est faite de panneaux de bois de hêtre recouverts de plaques d'or, enrichies d'émaux cloisonnés et de gemmes taillées en cabochon. L’évangéliaire était probablement destiné à la basilique de Valère, à Sion, en Valais ; il s'y trouvait au XVIIe siècle.